# Douanebesluit
Het Douanebesluit is een op de Douanewet gebaseerde algemene maatregel van bestuur (AmvB) waarin in Nederland nadere regelgeving betreffende de douane is opgenomen. 

## Wettelijke grondslag
De wettelijke grondslag voor deze AmvB is gelegen in artikel 22f van de Algemene wet inzake rijksbelastingen, de artikelen 3, 23, vijfde lid, 28, 35, 53, vijfde lid, 56 en 57 van de Douanewet en artikel 25 van de Invorderingswet 1990.

## Wat wordt geregeld
In het Douanebesluit is nadere regelgeving opgenomen die onder meer betrekking heeft op:
- Het binnenbrengen van goederen over water en door de lucht (over land is in Nederland niet nodig, omdat de Nederlandse landsgrenzen slechts in verbinding staan met andere landen die tot het douanegebied van de Gemeenschap behoren);
- De aangifteprocedures door middel waarvan aan niet-communautaire goederen een douanebestemming wordt gegeven;
- Bepaalde douanebestemmingen (communautair douanevervoer en douane-entrepots);
- Goederen die het douanegebied van de Gemeenschap verlaten;
- Bijzonder transport (postzendingen en pijpleidingen);
- Vaststelling van de uitnodiging tot betaling;
- Specifieke ambtelijke bevoegdheden (gebruik geweld en geweldsmiddelen);
- Douanetoezicht
- Bestuurlijke boete
- Strafrechtelijke bepalingen

Zie ook: douanewetgeving